# Nina Dobrev
Nina Kamenova Dobreva (Sofía, 9 de enero de 1989) conocida artísticamente como Nina Dobrev es una actriz búlgarocanadiense. Su papel más destacado ha sido el de Elena Gilbert/Katherine Pierce en la serie de The CW The Vampire Diaries, basada en la novela homónima de L. J. Smith, y el de Mia Jones en la serie Degrassi: The Next Generation.

## Primeros años
Nacida en Sofía (Bulgaria), Nina Dobrev se trasladó junto a su familia a Canadá cuando tenía 3 años y ha vivido en Toronto desde entonces. Su nombre Nina procede de la contracción de la primera y la última sílaba de su nombre de pila Nikolina, y su apellido Dobrev es en realidad Dobreva, debido a que en Bulgaria, como en otros países de habla eslava, al apellido familiar en género femenino se le agrega la desinencia —a. Desde muy joven mostró interés y talento por las artes: danza, gimnasia, teatro, música, artes visuales y actuación.
Estudió en el Colegio de las Artes de Toronto hasta su graduación. Inició sus estudios universitarios en la Universidad de Ryerson, también en Toronto, especializándose en Sociología. En 2008 abandonó los estudios para dedicarse a su carrera como actriz.

## Carrera

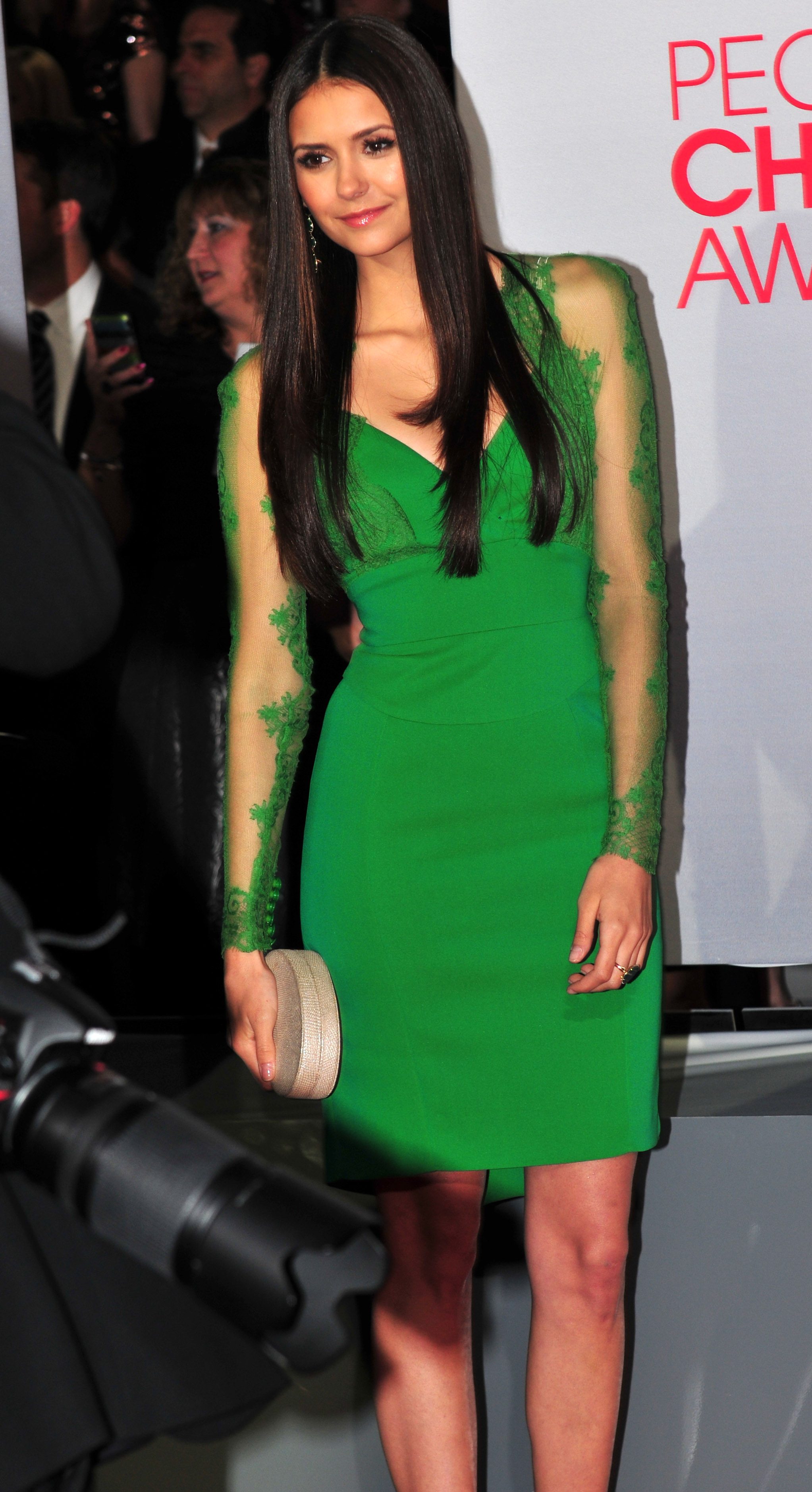
Dobrev en los People's Choice Awards de 2012.

Dobrev asistió a la escuela de actuación Dean Armstrong, donde fue descubierta por varios cazadores de talentos. Actuó en varios anuncios televisivos hasta que se presentó a audiciones de películas.
Poco después, tuvo papeles en películas como Fugitive Pieces y Lejos de ella, y en la serie Degrassi: The Next Generation. Hizo también una película musical para MTV, llamada The American Mall.

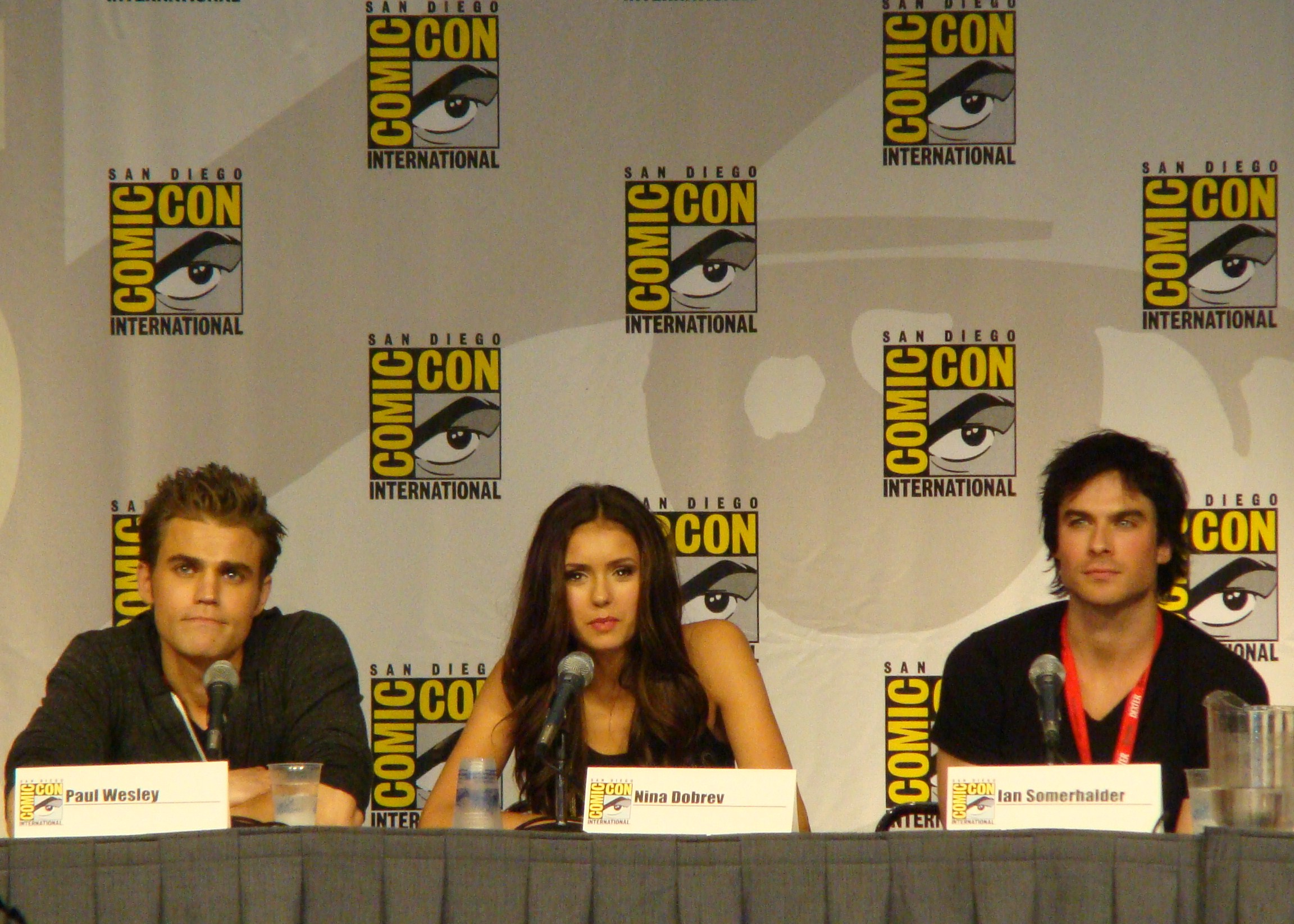
Dobrev con sus compañeros de The Vampire Diaries, Ian Somerhalder y Paul Wesley.

Desde 2009 interpreta a Elena Gilbert, a su doppelgänger Katherine Pierce, a Tatia y a la inicial Amara en la serie de The CW The Vampire Diaries.
También tuvo un pequeño papel en el thriller erótico de 2009 Chloe.
En 2010 tuvo una aparición en un sketch de los Emmys siendo parte del club de Glee.
En 2012 grabó junto a Nicholas Braun el video musical de una canción de rap titulada SPF.
El 6 de abril de 2015, Dobrev anunció que abandonaría The Vampire Diaries al finalizar la sexta temporada de la serie.
El 26 de enero de 2017, Dobrev anunció mediante su cuenta de Instagram su regreso a The Vampire Diaries para el último capítulo de la serie, el cual fue emitido el 10 de marzo de 2017.
Además de actuar, Dobrev ha aparecido en numerosas portadas de revistas a lo largo del mundo:
| Publicación                       | Fecha                     | País           |
| --------------------------------- | ------------------------- | -------------- |
| Femenina                          | enero de 2013             | China          |
| Seventeen Magazine                | octubre de 2012           | Estados Unidos |
| Fashion Magazine                  | septiembre de 2012        | Estados Unidos |
| Ocean Drive                       | agosto de 2012            | Estados Unidos |
| Nylon Magazine                    | febrero de 2012           | Estados Unidos |
| Joy Magazine                      | enero de 2012             | Serbia         |
| Capricho Magazine                 | octubre de 2011           | Brasil         |
| Joy Magazine                      | septiembre de 2011        | Alemania       |
| Cosmo Girl                        | septiembre de 2011        | Turquía        |
| Joy Magazine                      | septiembre de 2011        | Bulgaria       |
| Twist Magazine                    | septiembre de 2011        | Polonia        |
| Bravo Magazine                    | agosto de 2011            | Polonia        |
| Glamour Magazine                  | agosto de 2011            | Bulgaria       |
| Twist Magazine                    | mayo de 2011              | Polonia        |
| Candy Magazine                    | mayo de 2011              | Filipinas      |
| Teen Vogue                        | abril de 2011             | Estados Unidos |
| Seventeen Fitness (Special Issue) | febrero de 2011           | Estados Unidos |
| Flare Magazine                    | febrero de 2011           | Canadá         |
| Seventeen Magazine                | enero de 2011             | México         |
| ELLE Girl Magazine                | diciembre de 2010         | Rusia          |
| Girl’s Life Magazine              | octubre/noviembre de 2010 | Estados Unidos |
| Vse Zvezdy Magazine               | octubre de 2010           | Rusia          |
| TV Guide Magazine                 | octubre de 2010           | Estados Unidos |
| Saturday Night Magazine           | septiembre de 2010        | Estados Unidos |
| Seventeen Magazine                | agosto de 2010            | Malasia        |
| TV Guide Magazine                 | julio de 2010             | Estados Unidos |
| Jezebel Magazine                  | junio de 2010             | Estados Unidos |
| Seventeen Magazine                | mayo de 2010              | Sudáfrica      |
| Girlfriend Magazine               | mayo de 2010              | Australia      |
| Seventeen Magazine                | mayo de 2010              | Singapur       |
| Seventeen Magazine                | abril de 2010             | Estados Unidos |
| Nylon Magazine                    | febrero de 2010           | Estados Unidos |
| Go Girl Magazine                  | febrero de 2010           | Estados Unidos |
| TV Guide Magazine                 | enero de 2010             | Estados Unidos |
| Elle Magazine                     | noviembre de 2009         | Bulgaria       |

## Vida personal

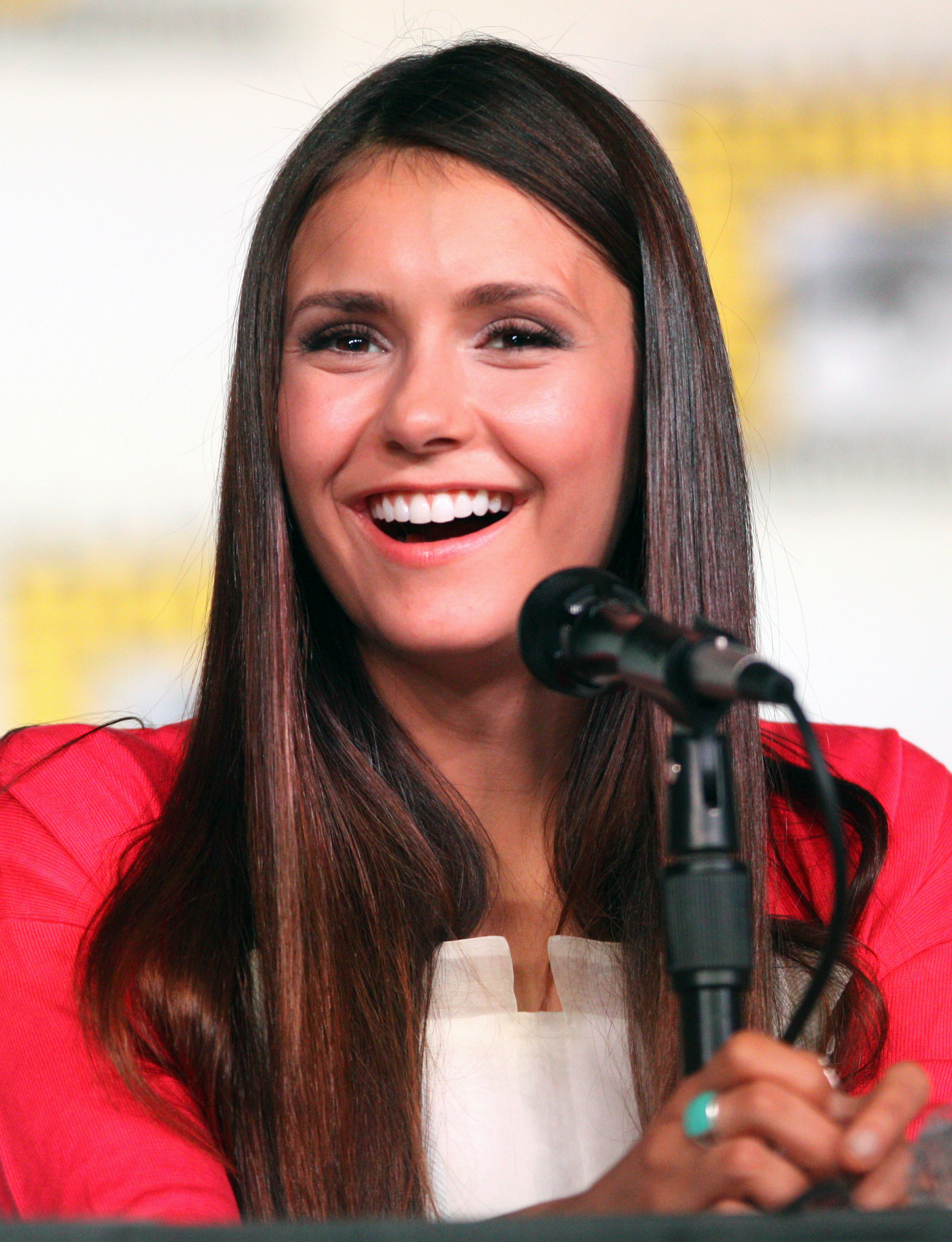
Nina Dobrev en la Convención Internacional de Cómics de San Diego de 2012.

Dobrev y su madre, Michaela, son muy cercanas y juntas protagonizaron la campaña "Like her, like me" para Got Milk!. Además, tiene un hermano mayor llamado Alexander.
Habla fluidamente el inglés, además de dominar el búlgaro, su lengua materna, y el francés.

## Filmografía

### Cine
| Año  | Título                                        | Personaje                 | Notas                                      |
| ---- | --------------------------------------------- | ------------------------- | ------------------------------------------ |
| 2006 | Repo! The Genetic Opera                       | Zytrate (adolescente)     |                                            |
| 2006 | Playing House                                 | Shania y Frannie          | Película para TV                           |
| 2006 | Lejos de ella                                 | Mónica                    |                                            |
| 2007 | How She Moves                                 | Britney                   |                                            |
| 2007 | The Poet                                      | Rachel                    |                                            |
| 2007 | Too Young to Marry                            | Jessica                   | Película para TV                           |
| 2007 | Fugitive Pieces                               | Bella                     |                                            |
| 2007 | My Daughter's Secret                          | Justine                   | Película para TV                           |
| 2008 | Never Cry, Werewolf                           | Loren Hansset             | Película para TV                           |
| 2008 | The American Mall                             | Ally Shepherd             | Principal                                  |
| 2009 | Chloe                                         | Anna                      | Papel secundario                           |
| 2011 | The Roommate                                  | María                     | Papel secundario                           |
| 2011 | Arena                                         | Lori                      | Papel secundario                           |
| 2012 | The Perks of Being a Wallflower               | Candace Kelmeckis         | Papel secundario                           |
| 2014 | Let's Be Cops                                 | Josie                     | Protagonista                               |
| 2015 | Las últimas supervivientes                    | Vicki Summers             | Protagonista                               |
| 2015 | Barely Lethal                                 | Chica en video musical    | Papel menor. Sin acreditar                 |
| 2017 | xXx: Return of Xander Cage                    | Rebecca 'Becky' Clearidge | Protagonista                               |
| 2017 | Crash Pad                                     | Hannah                    | Protagonista                               |
| 2017 | Flatliners                                    | Marlo                     | Protagonista                               |
| 2018 | Then Came You                                 | Izzy                      | Protagonista                               |
| 2018 | Dog Days                                      | Elizabeth                 | Protagonista                               |
| 2019 | Run This Town                                 | Ashley                    | Protagonista                               |
| 2019 | Lucky Day                                     | Chloe                     |                                            |
| 2019 | Kyle Hanagami Choreography - Particular Taste | Dancer                    | Protagonista. Cortometraje                 |
| 2021 | Love Hard                                     | Natalie Bauer             | Protagonista. Película original de Netflix |
| 2022 | Redeeming Love                                | Mae                       | Papel Secundario                           |
| 2023 | Sick Girl                                     | Wren Pepper               | Protagonista y productora ejecutiva        |
| 2023 | The Out-Laws                                  | Parker McDermott          | Protagonista. Película Original de Netflix |
| 2024 | The Bricklayer                                | Kate Bannon               | Protagonista                               |
| 2024 | Reunion                                       | Amanda Tanner             | Protagonista                               |

### Televisión
| Año         | Título                        | Personaje                               | Notas |
| ----------- | ----------------------------- | --------------------------------------- | --- |
| 2008        | The Border                    | Maia                                    | 2 capítulos                                                                                                  |
| 2006-2009   | Degrassi: The Next Generation | Mia Jones                               | Papel Recurrente (temporada 6); Papel Principal (temporada 7–8); Estrella invitada (temporada 9)             |
| 2009        | Eleventh hour                 | Grace Dahl                              | Episodio: "Eternal"                                                                                          |
| 2009        | Degrassi Goes Hollywood       | Mia Jones                               | Película para TV                                                                                             |
| 2009        | Merry Madagascar              | Cupido, el reno                         | Especial de Navidad                                                                                          |
| 2009 - 2017 | The Vampire Diaries           | Elena Gilbert, Katherine Pierce y Amara | Protagonista/Principal Antagonista en seis temporadas, estrella invitada en el capítulo "I Was Feeling Epic" |
| 2011        | Padre de familia              | Compañera abusiva en la escuela de Lois | Episodio: "Trading Places"                                                                                   |
| 2011        | El escuadrón de superhéroes   | Ellen Brandt                            | Episodio: "This Man-Thing, This Monster!"                                                                    |
| 2014        | Robot Chicken                 | Cortana, Abby, Jenny Curran             | Episodio: "Panthropologie"                                                                                   |
| 2014        | The Originals                 | Tatia                                   | Episodio: "Red Door"                                                                                         |
| 2017        | Workaholics                   | Courtnee                                | Episodio: "Termidate"                                                                                        |
| 2019        | Fam                           | Clem                                    | Protagonista                                                                                                 |

## Premios y nominaciones
| Año  | Premio                 | Categoría                                       | Trabajo nominado    | Resultado |
| ---- | ---------------------- | ----------------------------------------------- | ------------------- | --------- |
| 2010 | Teen Choice Awards     | Estrella Revelación de la TV – Mujer            | The Vampire Diaries | Ganadora  |
| 2010 | Teen Choice Awards     | Actriz de Televisión – Fantasía/Ciencia Ficción | The Vampire Diaries | Ganadora  |
| 2010 | J-14 Teen Icon Awards  | Actriz de Televisión Icónica                    | The Vampire Diaries | Ganadora  |
| 2011 | Teen Choice Awards     | Actriz de Televisión – Fantasía/Ciencia Ficción | The Vampire Diaries | Ganadora  |
| 2011 | Teen Choice Awards     | Chica sexy                                      | The Vampire Diaries | Nominada  |
| 2011 | Teen Choice Awards     | Vampiro                                         | The Vampire Diaries | Nominada  |
| 2012 | People's Choice Awards | Actriz Dramática de Televisión Favorita         | The Vampire Diaries | Ganadora  |
| 2012 | Teen Choice Awards     | Actriz de Televisión – Fantasía/Ciencia Ficción | The Vampire Diaries | Ganadora  |
| 2013 | People's Choice Awards | Actriz Dramática de Televisión Favorita         | The Vampire Diaries | Nominada  |
| 2013 | Teen Choice Awards     | Actriz de Televisión – Fantasía/Ciencia Ficción | The Vampire Diaries | Ganadora  |
| 2014 | People's Choice Awards | Química favorita en televisión                  | The Vampire Diaries | Ganadora  |
| 2014 | Teen Choice Awards     | Actriz de Televisión – Fantasía/Ciencia Ficción | The Vampire Diaries | Ganadora  |
| 2014 | MTVu Fandom Awards     | Ship of the year                                | The Vampire Diaries | Ganadora  |
| 2014 | Teen Choice Awards     | Actriz de Televisión – Fantasía/Ciencia Ficción | The Vampire Diaries | Ganadora  |
| 2015 | Teen Choice Awards     | Actriz de Televisión – Fantasía/Ciencia Ficción | The Vampire Diaries | Ganadora  |